# Chapelle Sainte-Croix de Nice
Pour les articles homonymes, voir Sainte-Croix.
La chapelle Sainte-Croix de Nice, dite chapelle des pénitents blancs, a été construite par les Minimes, à partir de 1633. Située rue Saint-Joseph dans le Vieux-Nice, elle appartient à l'archiconfrérie des pénitents blancs. La chapelle a été en partie reconstruite en 1765-1767 sous la direction de l'architecte Antoine Spinelli. La façade, caractéristique du style du XVIIe siècle, a été retouchée en 1875. Le clocher, de style baroque, date également de 1765-1767.
Elle fait l’objet d’un classement au titre des monuments historiques depuis le 22 septembre 1987.

## Présentation
La façade de style baroque, qui a peut-être été ajoutée en 1875, lors de la grande restauration de la chapelle, comporte un pélican nourrissant ses petits (symbole de la charité), et rappelle en deux devises, in hoc signo vinces ( « Par ce signe tu vaincras. » ) et o crux ave, spes unica ( « Salut, ô croix, unique espérance. » ), la dévotion de l'archiconfrérie de la Sainte-Croix.
L'intérieur, dont l'architecture est restée inchangée depuis l'achèvement et la consécration du 1er mai 1767, s'organise selon un plan très simple, mais en ligne avec les besoins d'une confrérie de pénitents : une longue nef rectangulaire (assez vaste pour accueillir la confrérie la plus nombreuse de Nice), un chœur rectangulaire pour abriter l'autel (ultérieurement dédoublé pour permettre la célébration de la messe face au public), enfin un sanctuaire avec stalles pour réunir les pénitents, à la façon des religieux dans leurs églises conventuelles. La hauteur des plafonds, la simplicité décorative, la discrétion des tonalités bleu clair, gris léger et blanc, la délicatesse des motifs floraux répandus sur les murs, les frises et les voûtes, dégage une impression de légèreté et d'élégance.
La décoration utilise largement le thème de la Croix : soit par référence à la devise in hoc signo vinces révélée à Constantin Ier en 312, à la bataille victorieuse du Pont Milvius (prélude à l'édit de Milan qui autorisa en 313 le culte chrétien dans tout l'Empire romain), soit par des tableaux ou fresques représentant la découverte (« invention ») de la Croix sur le Golgotha, en 326, en présence de Sainte Hélène, mère de l'empereur ; soit par le premier médaillon de la voûte de la nef et le tableau du sanctuaire, figurant Saint Bonaventure (fondateur des confréries de pénitents en 1267), inspiré par la Croix ; soit encore dans la voûte du sanctuaire, dont le trompe-l'œil figure la Croix glorieuse s'élevant dans le ciel ; soit enfin dans la grande croix d'autel, émergeant d'un crâne, référence au Golgotha, et portant un pélican, autre thème cher aux pénitents blancs.
Le premier autel à droite présente, dans un riche encadrement baroque en plâtre (très abîmé), la copie XVIIIe siècle, restaurée, d'un « Saint Michel écrasant le dragon » de Luca Giordano, peintre baroque napolitain (1632-1705). Le premier autel à gauche, de la Madone-des-Sept-Douleurs, abrite une Pietà en bois sculpté du XVIIe siècle. Le deuxième autel à droite, non dédié, présente, sous un tableau figurant l'arrestation de Jésus, un intéressant prie-Dieu en noyer, décoré de deux pénitents adorant la Croix. Le deuxième autel à gauche est dédié à la Nativité de la Vierge Marie (fêtée le 8 septembre). Dans le sanctuaire, derrière le maître-autel, les stalles, sur trois côtés et deux niveaux, accueillent les pénitents en prière. On note aussi un vaste lutrin tournant, sous la place réservée au prieur, et une très belle Vierge de miséricorde, encastrée au dos de l'autel.
La chapelle se visite tous les mardis de 15 heures à 17 heures.

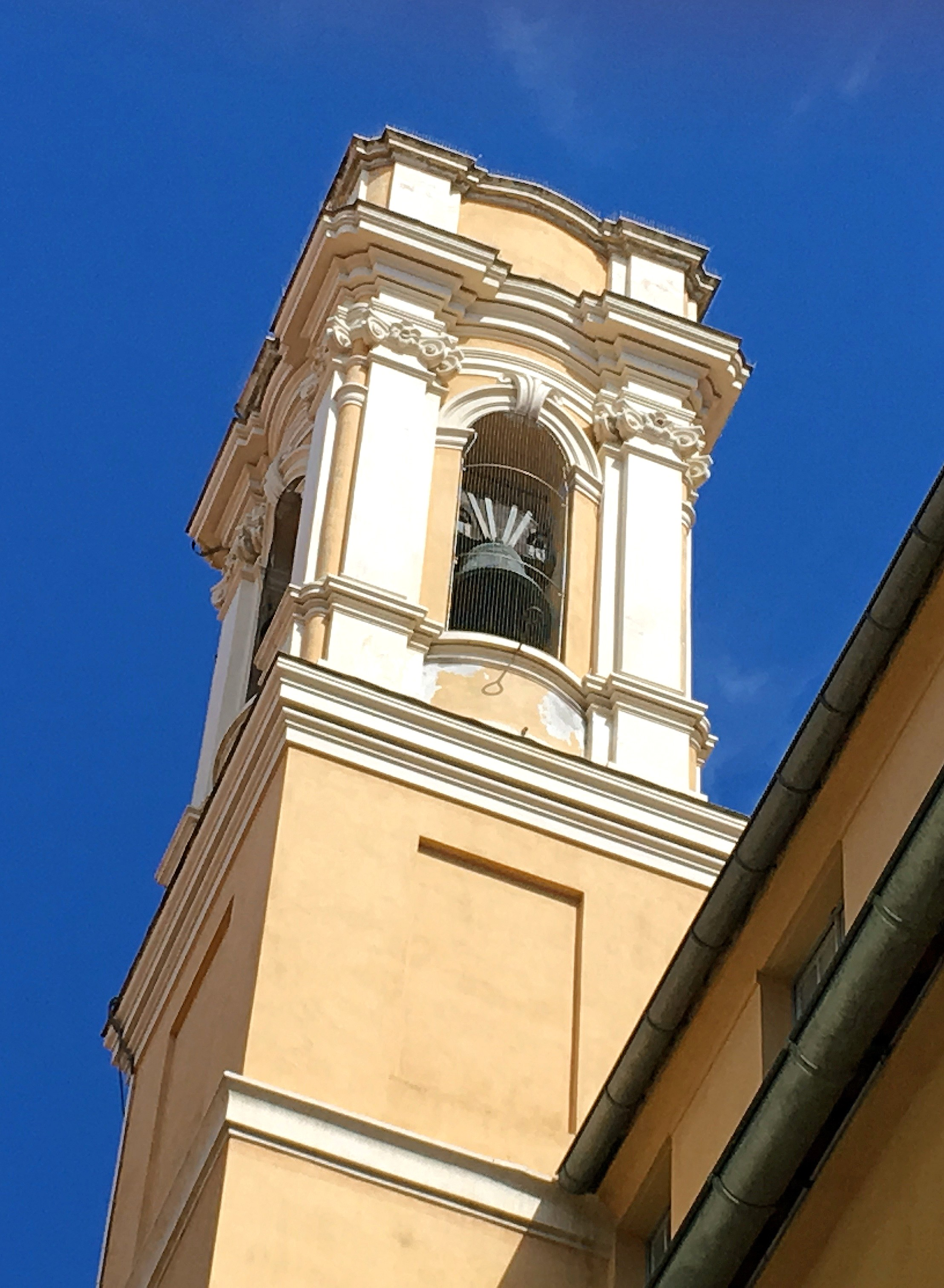
Le clocher de la chapelle.
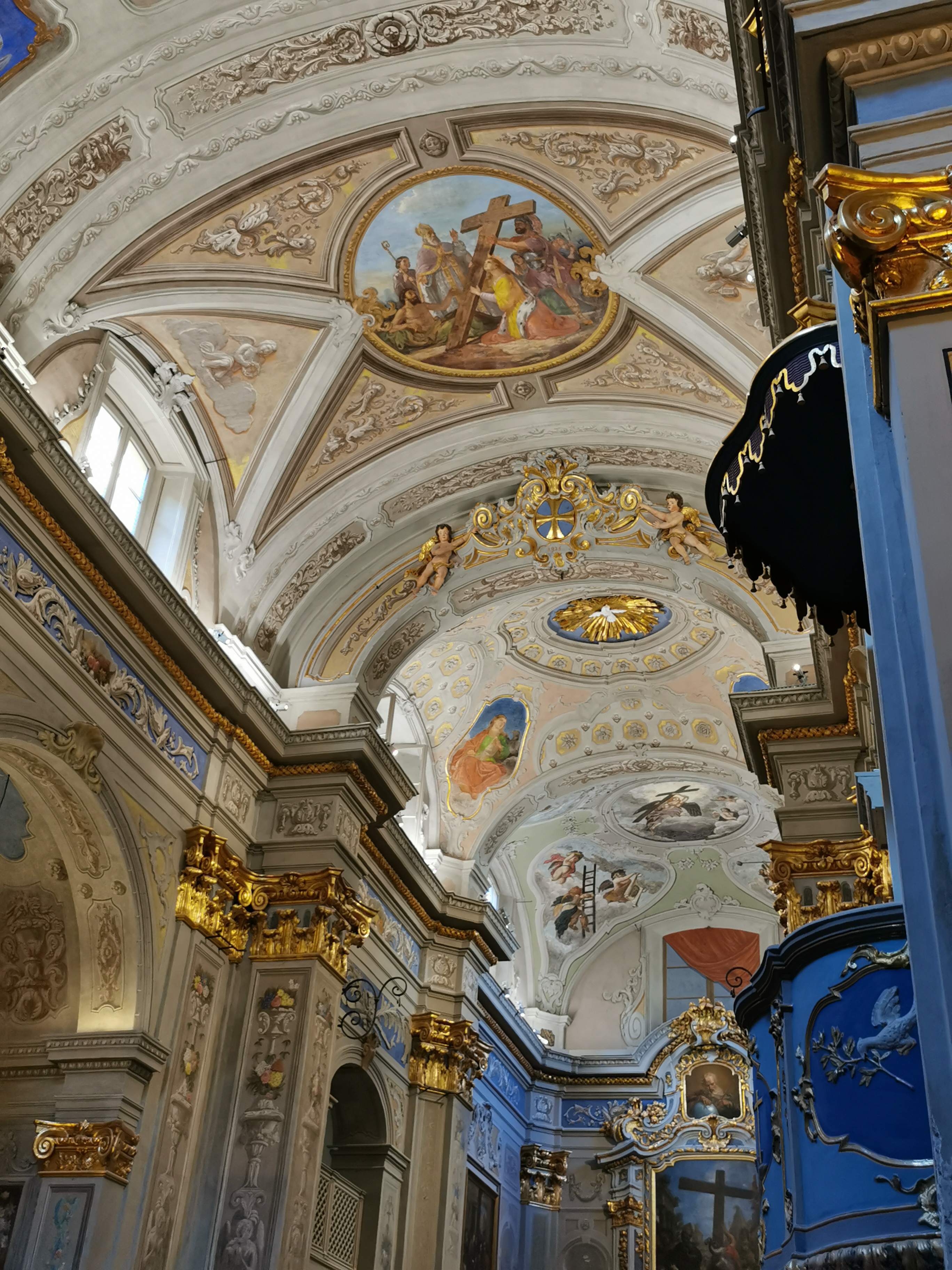
Intérieur de la chapelle.